# Пфеффер-Вильденбрух, Карл
Карл Пфеффер-Вильденбрух (нем. Karl Pfeffer-Wildenbruch; 12 июня 1888, Рюдерсдорф-Калькберге, провинция Бранденбург — 29 января 1971, Билефельд, Северный Рейн-Вестфалия) — командир соединений войск СС, обергруппенфюрер СС и генерал войск СС и полиции. Кавалер Рыцарского креста Железного креста с Дубовыми листьями.

## Биография

### Ранние годы
Карл Пфеффер-Вильденбрух родился 12 июня 1888 года в Рюдерсдорфе. После окончания средней школы он стал кадетом в 22-й полевой артиллерии, в марте 1907 года получил звание лейтенанта, в августе 1908 и 1911 годов. командовал военно-технической школой в Берлине.

### Первая мировая война
С началом Первой мировой войны командовал батареей, был полковым адъютантом, затем стал штабным офицером в немецком генеральном штабе. Позже служил в Багдаде под командованием фельдмаршала Кольмар фон дер Гольца, который был командиром 1-й турецкой армией. В конце 1917 года он вернулся в Германию, в качестве штатного офицера 11-й пехотной дивизии.

### Межвоенный период
В августе 1919 года он поступил на службу в полицию, всё время проводил в имперском министерстве внутренних дел и стал начальником полиции в городах Оснабрюк и Магдебург.

### Вторая мировая война
12 марта 1939 вступил в СС (билет № 292 713), назначен в штаб рейхсфюрера СС. 1 октября 1939 года он получил в командование дивизию СС «Полицай» четвёртую полицейскую гренадерскую дивизию СС в ранге группенфюрера СС и генерал-лейтенанта полиции и командовал ею до 20 ноября 1940. C 1941 по 1943 возглавлял колониальную полицию министерства рейха.
С 8 октября 1943 года по 11 июня 1944 командовал 6-м корпусом СС, с повышением до обергруппенфюрера генерала полиции и войск СС. С 30 августа 1944 — командующий частями СС в Венгрии (со штаб-квартирой в Будапеште), участвовал в первых боях на озере Балатон (не путать с Балатонской операцией).
В декабре 1944 года был назначен командиром 9-го хорватского горного корпуса СС, дислоцировавшегося в Будапеште. Он был ответственным за оборону столицы Венгрии, после того как она была окружена наступающими советскими войсками с 24 декабря 1944 года по 11 февраля 1945 года. За это он был награждён Рыцарским крестом 11 января 1945 года, а 4 февраля 1945 года получил к нему Дубовые Листья. 12 февраля 1945 генерал был взят в плен при попытке покинуть Будапешт разведчиками старшего лейтенанта Скрипкина:

Генерал решил уйти из Будапешта весьма прозаическим путем — через канализационную трубу... Кстати сказать, путешествие по канализационной трубе оставило на Пфеффер-Вильденбрухе такие "следы", что, прежде чем беседовать с ним, генерала отправили на помывку в солдатскую баню.

10 августа 1949 года военным трибуналом войск МВД Латвийской ССР был приговорён к 25 годам заключения в лагерях. 9 октября 1955 в качестве неамнистированного преступника передан властям ФРГ и ими освобождён.

### Смерть
Карл Пфеффер-Вильденбрух погиб в результате дорожно-транспортного происшествия 29 января 1971 года в городе Билефельд.

## Награды
- Железный крест (1914) 2-го и 1-го класса (Королевство Пруссия)
- Знак за ранение чёрный (1918)
- Почётный крест Первой мировой войны 1914/1918 с мечами (1934)
- Медаль «В память 13 марта 1938 года»
- Медаль «В память 1 октября 1938 года»
- Пряжка к Железному кресту (1939) 2-го класса (20 июня 1940)
- Пряжка к Железному кресту (1939) 1-го класса (20 июня 1940)
- Рыцарский крест Железного креста с дубовыми листьями
  - рыцарский крест (11 января 1945)
  - дубовые листья (№ 723) (1 февраля 1945)
- Почётная шпага рейхсфюрера СС
- Кольцо «Мёртвая голова»